# Euoplos thynnearum
Espèce
Euoplos thynnearum est une espèce d'araignées mygalomorphes de la famille des Idiopidae.

## Distribution
Cette espèce est endémique du Queensland en Australie. Elle se rencontre dans le Sud des monts Blackall.

## Description
Le mâle holotype mesure 21,18 mm et la femelle paratype 23,51 mm.

## Publication originale
- Wilson, Rix, Raven, Schmidt & Hughes, 2019 : Systematics of the palisade trapdoor spiders (Euoplos) of south-eastern Queensland (Araneae: Mygalomorphae: Idiopidae): four new species distinguished by their burrow entrance architecture. Invertebrate Systematics, vol. 33, no 2, p. 253-276.